# Klon Siebolda
Klon Siebolda (Acer sieboldianum Miq.) – gatunek drzewa z rodziny mydleńcowatych (Sapindaceae). W obrębie rodzaju sklasyfikowany do sekcji Palmata i serii Palmata. Naturalnie występuje na nieosłoniętych zboczach i brzegach górskich potoków w Japonii – wyspy Hokkaido, Honsiu, Kiusiu, Sikoku. W Polsce można spotkać w arboretum w Rogowie i w Woroniczach.

## Morfologia

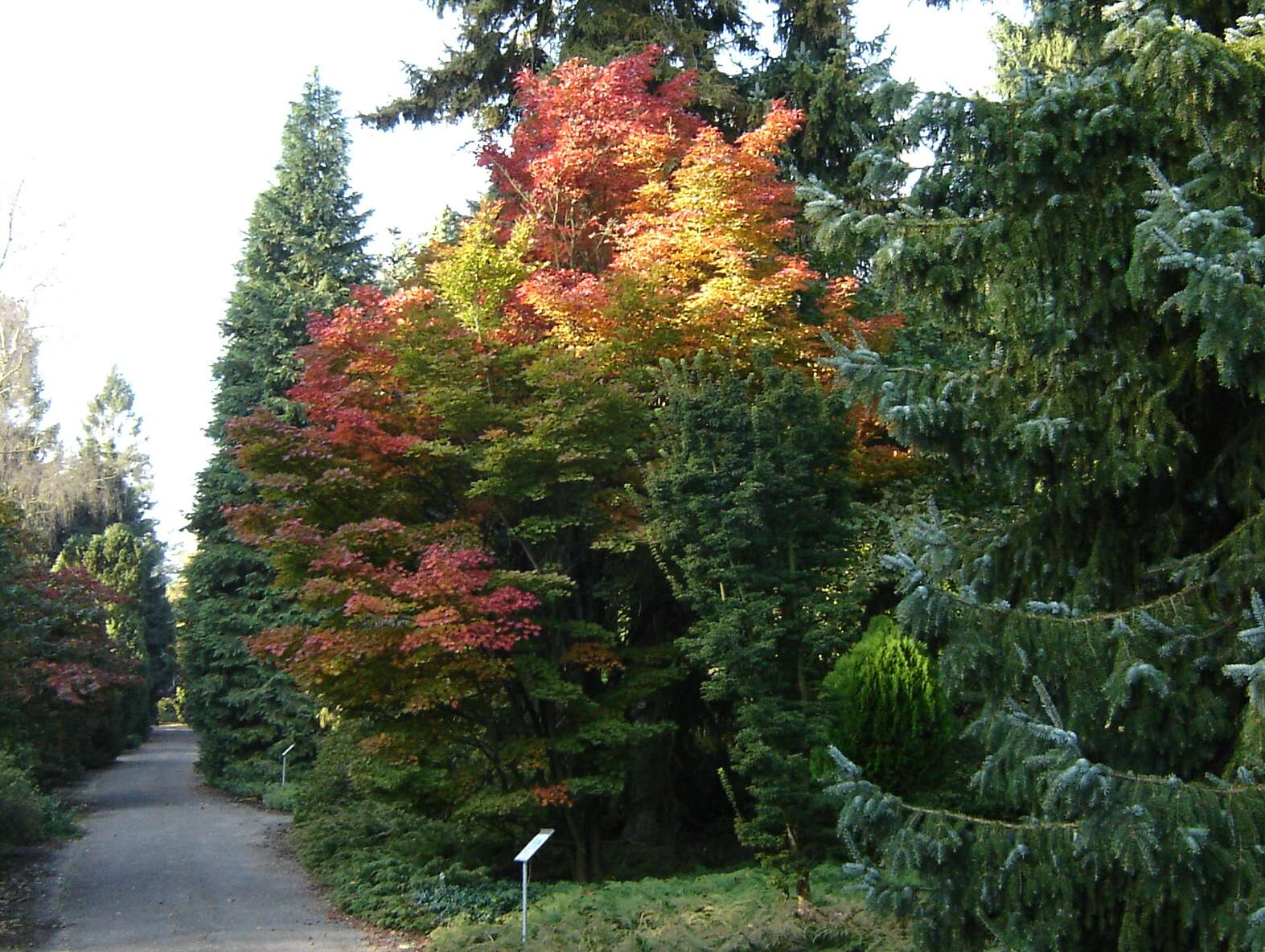
Klon Siebolda

PokrójW Polsce występuje jako krzew lub drobne drzewo. Kora jest ciemna szarobrązowa i gładka.
LiścieLiście są okrągłe w zarysie. Mają długość około 8 cm i podobną szerokość. Są promienisto klapowane, z 7-, 9- lub 11-klapami wciętymi do połowy, długo zaostrzonymi. Na brzegu są piłkowane. Młode listki mają jasnozieloną barwę i są owłosione, później ciemnozielone, dołem omszone. Jesienią przebarwia się na czerwono i pomarańczowo.
KwiatyKwiaty są drobne. Mają żółtawą barwę. Zebrane są w zwisające, owłosione kwiatostany na długich szypułach.
OwocOwocami są orzeszki o długości do 2 cm ze skrzydełkami ustawionymi pod kątem rozwartym.

## Zmienność
- Acer sieboldianum 'Microphyllum' – odmiana drobnolistna, z mniejszymi liśćmi o średnicy 5–6 cm.